# Bastardos de Renania

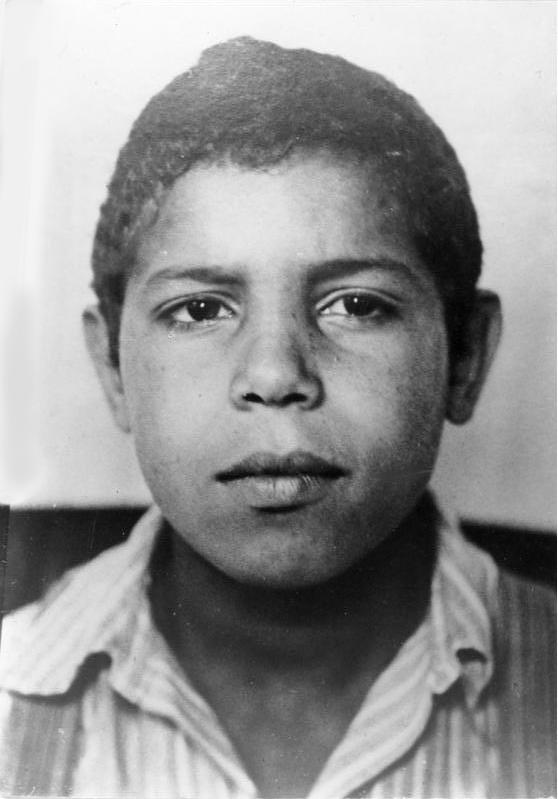
Hijo de madre alemana y padre senegalés que los nazis lo clasificaron como "bastardo" y "hereditariamente no apto" por lo que se le podía aplicar la Ley para la prevención de la descendencia de las personas con enfermedades hereditarias que permitía su esterilización forzada.

Bastardos de Renania es la denominación que se utilizó en la Alemania nazi para llamar a los niños descendientes de la mezcla de africanos y alemanes. De acuerdo a las teorías racistas de los nazis, estos representaban una minoría inferior y eran susceptibles de una campaña de esterilización para evitar que con el tiempo se mezclaran entre la población general y se difundiera y mezclara su genética con otros miembros de la sociedad aria de Alemania.

## Origen
La denominación «Bastardos de Renania» se rastrea en el tiempo inmediatamente posterior a la Primera Guerra Mundial, cuando como parte de los tratados que tuvo que firmar Alemania como nación vencida en la conflagración, las tropas francesas ocuparon la región al oeste del río Rin, la llamada Renania (Rheinland). Algunos de estos militares provenían de las colonias francesas en África; algunos se casaron con mujeres alemanas y otros simplemente engendraron niños mestizos a veces producto de violaciones, de ahí la denominación de «Bastardos».
En su obra Mi Lucha (Mein Kampf), Adolf Hitler describía a estos niños como una «ofensa» para Alemania, y denostaba a las mujeres alemanas que engendraron estos niños.
Sin embargo, y al margen de la existencia de estos niños, la mayoría de las personas de color en la Alemania de esa época realmente provenían de las antiguas colonias alemanas en África (de las llamadas África Occidental Alemana y África Oriental Alemana), y eran producto de la mezcla de los colonizadores alemanes con mujeres africanas. Con la pérdida de esas colonias después de la Primera Guerra Mundial, algunos de esos colonizadores regresaron a Alemania con sus familias mestizas.

## Persecución
Los nacionalsocialistas estaban en contra de la mezcla racial y cultural de Europa, y tomaron medidas contra las manifestaciones de la cultura negra en la sociedad alemana; así, por ejemplo, se prohibió y persiguió la ejecución de música estilo jazz.
Pese a que no hubo leyes formales contra los pobladores africanos o niños mestizos, como ocurría en Estados Unidos, se creó una comisión denominada Komission Nr. 3 para encargarse de la solución del problema de los «Bastardos de Renania». Organizada por Eugen Fischer, esta comisión tenía como función primordial la esterilización inmediata de estos niños. El programa comenzó en 1937 y cerca de 400 niños mestizos fueron esterilizados.